# Радіо НАРТ
«Радіо НАРТ — Чесна хвиля» (раніше — «НАРТ Радіо») — колишня україномовна інформаційно-розмовна та музична радіостанція, яка працювала в Україні у нижньому FM-діапазоні у 1997—1998, 2001—2002, 2004—2005 та 2006 роках.

## Історія
9 травня 1997 року в Києві на частоті 70.40 МГц почала мовлення нова радіостанція — «НАРТ Радіо».  Втім, дана станція, згідно оголошенням, що звучали в ефірі, орендувала частоту 70.40 МГц лише тимчасово — до ліцензування. 
Назва телерадіокомпанії «НАРТ» розшифровується як «Національна Асоціація Радіо та Телебачення». Ця компанія вже була представлена в телевізійному ефірі країни каналом «НАРТ», де вона намагалася об'єднати в рамках одного каналу творчість безлічі дрібних студій з різних міст та регіонів. Тепер же компанія приступила до створенню власного радіопроекту. 
На відміну від однойменного телеканалу, який збирав програмний продукт з усієї України, «НАРТ Радіо» формувало свій 16-ти (пізніше — 20-ти) годинний ефір повністю самостійно. Свій формат станція визначала як «Сімейне радіо». В ефірі звучала рок- та поп-музика — вітчизняна та зарубіжна, без будь-яких екстремальних напрямів. А також — новини, вітальні та авторські програми про кіно, про легенди рок- та поп-музики, і т.д. Своєрідною гордістю радіостанції була наявність у її ефірі дитячих програм.
«НАРТ Радіо» не збиралася задовольнятися лише однією частотою 70.40 МГц, очікуючи отримання також частоти для мовлення у верхньому діапазоні, а також можливості розширення трансляцій на інші регіони країни. Однак цього не сталося. 
17 серпня 1998 року «НАРТ Радіо» несподівано зникло з ефіру, і повернулося до нього лише 13 серпня 1999 року. Але цього разу — з дублем програм радіо «Europa Plus Київ» (107.0 МГц). У такому вигляді «НАРТ Радіо» мовило 4 місяці — до 15 грудня, після чого на частоті 70.40 МГц знову настало мовчання.
З 20 січня до середини квітня 2000 року станція дублювала програми Радіо «Z», після чого відновила власне мовлення.
В ефірі відродженого «НАРТ Радіо» зразка 2001 року звучала музика нон-стоп. Від самого початку — перевірені часом рок- та поп-композиції, однак незабаром формат станції змінився в бік року та некомерційної музики. Тут звучало багато рідкісних композицій, які не можна було почути більше ні на одній хвилі. При цьому мовлення велося, як і раніше, в режимі нон-стоп, без ді-джеїв, програм і без реклами. Через якийсь час в ефірі станції з'явилася одна єдина програма — щотижневий концерт з заявок. Однак, ні інших програм, ні рекламних блоків як і раніше, не було. 
У 2001—2002 році «НАРТ Радіо» отримало ліцензію на право мовлення через супутник, а також — ліцензії на мовлення у Львові (68.36 МГц) та Харкові (73.79 МГц), проте мережеве мовлення станція так і не розпочала. А з початку червня 2002 року «НАРТ Радіо» взагалі надовго зникло з ефіру.
Чергове повернення радіостанції в ефір сталося влітку 2004 року. В середині липня тут залунала музика в режимі нон-стоп. А невдовзі з'явилися інформаційні блоки, за наповненням яких стало зрозуміло, що метою відродженого в черговий раз «Радіо НАРТ» став прорив інформаційної блокади в період президентської виборчої кампанії. Незабаром тут також зазвучали програми виробництва Української служби «Радіо Свобода», BBC та інших західних «голосів», а також суспільно-політичні програми та ток-шоу власного виробництва. Паралельно з позивними «Радіо НАРТ» в ефірі стали звучати заставки «Чесна хвиля» — «НАРТ» змінив власника і взяв назву «Чесна хвиля», але умовою ліцензії було збереження старої назви, тому назви було об'єднано.
Щодо музичної складової, то в ефірі станції того періоду звучали хіти західної, української та російської музики різних років.
За місяць станція почала транслювати свій сигнал через супутник, і з 20 серпня її програми зазвучали у Харкові, а з вересня — в Одесі. 
Восени 2004 року, щоб зайвий раз убезпечити себе від можливого відключення, станція почала частково транслювати пленарні засідання Верховної Ради України. А в період Помаранчевої революції стала одним з джерел інформації про події, що відбуваються на Майдані Незалежності. В цей час у пресі з'явилися повідомлення про те, що станцію організував та запустив в ефір Олександр Зінченко — один із лідерів «Майдану». Проте, сам Зінченко інформацію про свою причетності до проекту заперечував. Безпосереднім керівництвом станції займався Юрій Сторожук. 
Тим не менш, у грудні 2004 року  на хвилі Помаранчевої революції «НАРТ» отримав кілька нових частот у містах України. Зокрема, 68.08 МГц у Краматорську, 68.93 МГц у Хмельницькому, 70.37 МГц у Дніпропетровську, 70.91 МГц у Вінниці, 71.90 МГц у Дрогобичі, 72.98 МГц у Черкасах, 73.19 МГц в Артемівську та 873 кГц у Києві (на цю частоту також претендувало «Громадське радіо»). З отриманих нових міст мовлення станція зазвучала лише у Вінниці (17.01.2005) та Краматорську (18.02.2005). Інші так і залишилися не освоєними, і в результаті були виключені з ліцензії станції як такі, що не використовуються.
Після Помаранчевої революції значення станції як ЗМІ знизилося. Журналістський колектив продовжив подальшу роботу, незважаючи на те, що мовлення велося з мало пристосованого приміщення. Однак, на початку літа 2005 року керівництво станції ухвалило рішення про майбутню зміну концепції станції, яка мала статися до осені. А до того часу з її ефіру були прибрані всі новини та інші програми. Залишилась лише музика та ретрансляції передач закордонних партнерів. Але й у такому вигляді «Радіо НАРТ» працювало недовго — 11 липня 2005 року станція зникла з ефіру.
«Радіо НАРТ» відродилося 7 березня 2006 року. Спочатку — на частоті 70.40 МГц у Києві, а потім, з травня, на супутнику та в містах мережі мовлення — Харкові, Одесі, Краматорську. Втім, хоча у ефірі і звучали колишні заставки «Радіо НАРТ — Чесна хвиля», цього разу на її хвилях транслювалася лише музика — стара і нова, вітчизняна й закордонна, а також новини програм телеканалу Кіно. Ні програм, ні новин, ні передач західних радіостанцій цього разу на «Радіо НАРТ» не було. У такому режимі станція проіснувала до 25 вересня 2006 року, після чого зникла з ефіру у всіх містах мовлення. 
Влітку—восени 2007 року в радійних колах поповзли чутки про швидке чергове відродження станції, однак, в ефір вона так і не повернулася.